# 羅茲多利涅 (日托米爾區)
50°2′28″N 28°26′5″E / 50.04111°N 28.43472°E
羅茲多利涅（烏克蘭語：Роздольне），是烏克蘭北部的村莊，隸屬日托米爾州的日托米爾區。該村面積0.27平方公里，海拔高度227米，2001年人口20，人口密度每平方公里74.07人。